# 西方村 (福島県)
西方村（にしかたむら）は福島県大沼郡にあった村。現在の三島町の只見川以北にあたる。

## 地理
- 山：三坂山、高畑
- 河川：只見川

## 歴史
- 1889年（明治22年）4月1日 - 町村制の施行により、西方村、名入村、大石田村、早戸村の区域をもって川西村（かわにしむら）が発足。
- 1917年（大正6年）9月25日 - 川西村が改称して西方村となる。
- 1955年（昭和30年）7月20日 - 宮下村と合併して三島町が発足。同日西方村廃止。

## 交通

### 鉄道路線
- 日本国有鉄道
  - 只見線
    - 会津西方駅

現在は旧村域に早戸駅が所在するが、当時は未開業（合併翌年の1956年開業）。

### 道路
- 沼田街道（現・国道252号）